# Стад-эн-Ланде
Стад-эн-Ланде (нидерл. Stad en Lande) — административная единица Республик Соединённых Провинций, существовавшая в 1594 (1648) — 1798 годах на территории современной нидерландской провинции Гронинген.

## История

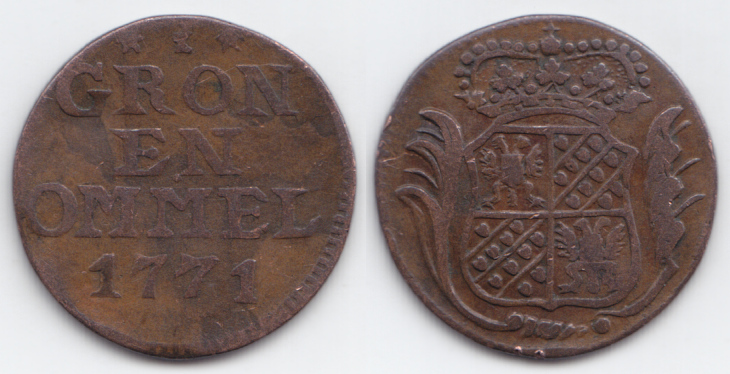
Монета 1 дуит 1771 года, отчеканена в городе Хардервейк для провинции Стад-эн-Ланде (Гронинген и Оммеланды). Медь.

В 1579 году началась Нидерландская революция, и сеньория Гронинген присоединилась к Утрехтской унии, однако это было больше желание жителей сельских Оммеландов, чем гронингенских горожан. Этим воспользовался испанский штатгальтер Жорж де Лален (граф де Реннебург), и в марте 1580 года город Гронинген покинул унию, и вернулся под власть испанского короля, став самым северным испанским бастионом в ходе Восьмидесятилетней войны. Повстанцы не могли этого так оставить, и вели постепенное контрнаступление, и в 1594 году состоялось Возвращение Гронингена.
После этого сеньория была расформирована (другие монархии формально сохранялись вплоть до Французской революции), но город и окружающая местность остались в рамках единого административного образования, получившего название «Stad Groningen en Ommelanden» («Город Гронинген и Оммеланды»), или коротко «Стад-эн-Ланде» («Город и Территория»). 17 февраля 1595 года она вошла в качестве провинции в состав Республики Соединённых Провинций. В 1619 году к ней был присоединён регион Вестерволде. В 1648 году по Мюнстерскому миру, который официально признал Республику, Сеньория была официально преобразована в Стад-эн-Ланде.
Стад-эн-Ланде был также самоуправляем, как и 7 остальных регионов, и (в отличие от Дренте) имел право голоса в федерации.
Стад-эн-Ланде прекратила своё существование 29 января 1798 года решением Конституционной ассамблеи Батавской республики. После небольшого переходного периода 30 марта 1799 года на её месте был образован Департамент ван де Эмс.